# RPG-32
Le RPG-32 Barkas (en russe : РПГ-32) est un lance-roquettes antichars réutilisable de conception russe. Il a été conçu et développé par la société de fabrication d’armes FGUP « Bazalt », propriété de l’État. Il est également assemblé en Jordanie à partir de kits de fabrication russes et porte le nom « Nashshab » (en arabe : ار بي جي نشاب),.

## Version jordanienne
En février 2015, la société jordanienne Jadara Equipment & Defence Systems a révélé qu'elle avait intégré le RPG-32 dans une tourelle pilotée à distance à quatre lanceurs. Le système « Nashshab » (Archer) est disponible en deux versions :
- le Quad-1 est monté sur un trépied destiné à défendre des positions fixes, avec des tubes disposés en configuration 2 × 2 et contrôlés à distance ou par un fil pouvant atteindre 300 m ;
- le Quad-2 est monté sur un véhicule destiné à être utilisé contre l'infanterie, les véhicules et les casemates en terrain urbain, avec des tubes disposés en configuration 4 × 1 et actionnés depuis une unité de contrôle située à l'intérieur du véhicule. Les tourelles ont des vues jour / nuit avec télémètres et capacités d’acquisition automatique de cibles[3],[4],[5],[6].

Il peut être équipé de plusieurs types d'optiques :
- 1P81 : optique de jour de base x2 ; 1,55 kg ; portée entre 50 m et 700 m ; fonctionne sous des températures allant de - 40 °C et + 50 °C.
- DS-2R : optique de jour améliorée x3 ; télémètre laser de 500 m à 1 000 m ; capteurs de température et de pression; radar de mesure balistique; panneau de contrôle du viseur ; Télémètre stadimétrique ; calcul automatique de l’élévation ; 2,4 kg ; 196 × 175 × 122 mm ;
- NV/A-1 : optique de nuit qui s'accroche sur le DS-2R[7].

## Usages
Il a été développé entre 2005 et 2012 par Bazalt sur demande et sous contrat avec la Jordanie.
Les premiers lance-grenades « Nashshab » RPG-32 devaient être livrés en Jordanie par la Russie en 2008, et il était prévu que le RPG-32 et ses munitions seraient produits en série en Jordanie sous licence dans l'usine JADARA.
Le 30 mai 2013, Sergueï Tchemezov, PDG de Rostec, et le roi Abdallah II ont ouvert un site de production pour le RPG-32 russe en Jordanie,.
En mars 2016, une vidéo d'Ansar al-Sharia (Yémen) utilisant le RPG-32 contre les forces houthies pendant la guerre civile yéménite a été diffusée. On ignore comment le groupe terroriste aurait pu se doter d'un système d'armes aussi moderne et sophistiqué, mais il est probable que les pays utilisateurs comme la Jordanie ou des Émirats arabes unis en aient fourni au départ aux forces loyalistes yéménites, dans le cadre de l'intervention menée par l'Arabie saoudite au Yémen, puis qu'ils aient été capturés par des militants. Le RPG-32 a également été utilisé par les forces kurdes Peshmerga dans le nord de l'Irak.

## Utilisateurs
- Jordanie
- Émirats arabes unis[10]
- Iraq
- 🇹🇳 Tunisie

## Voir également
- RPG-7
- RPG-26
- RPG-27
- RPG-29
- RPG-30